# 莱格朗日勒鲁瓦
莱格朗日勒鲁瓦（法語：Les Granges-le-Roi，法語發音：[le ɡʁɑ̃ʒ lə ʁwa] ⓘ）是法国法兰西岛大区埃松省的一个市镇，位于该省南部，属于埃唐普区。

## 地理
莱格朗日勒鲁瓦（48°30'6"N, 2°1'9"E）面积12.68 平方千米，位于法国法蘭西島大區埃松省，该省份为法国北部内陆省份，北起上塞纳省和马恩河谷省，西接厄尔-卢瓦省和伊夫林省，南至卢瓦雷省，东临塞纳-马恩省。
与莱格朗日勒鲁瓦接壤的市镇（或旧市镇、城区）包括：杜尔当、科尔布勒斯、拉福雷勒鲁瓦、里沙维尔、鲁万维尔。

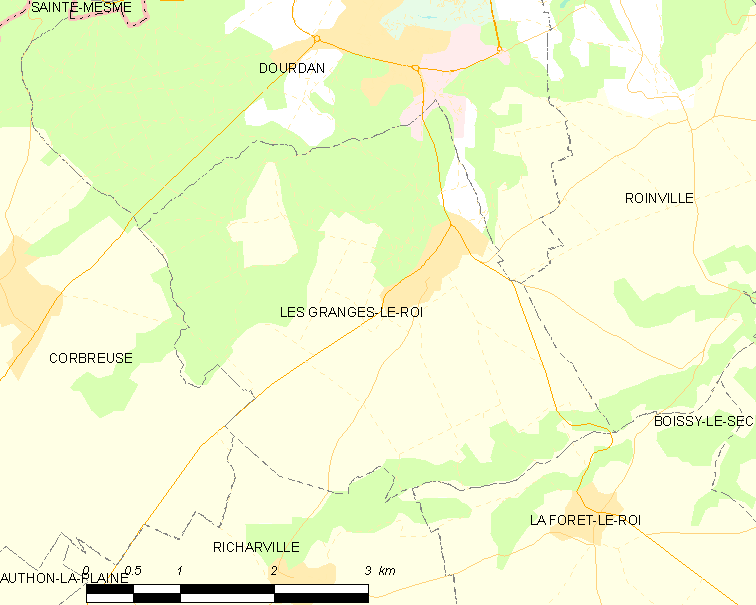
莱格朗日勒鲁瓦的OSM定位图

莱格朗日勒鲁瓦的时区为UTC+01:00、UTC+02:00（夏令时）。

## 行政
莱格朗日勒鲁瓦的邮政编码为91410，INSEE市镇编码为91284。

## 政治
莱格朗日勒鲁瓦所属的省级选区为杜尔当县。

## 人口

1962-2008年间莱格朗日勒鲁瓦人口变化图示

莱格朗日勒鲁瓦于2022年1月1日时的人口数量为1187人。